# Charlotta Eriksson

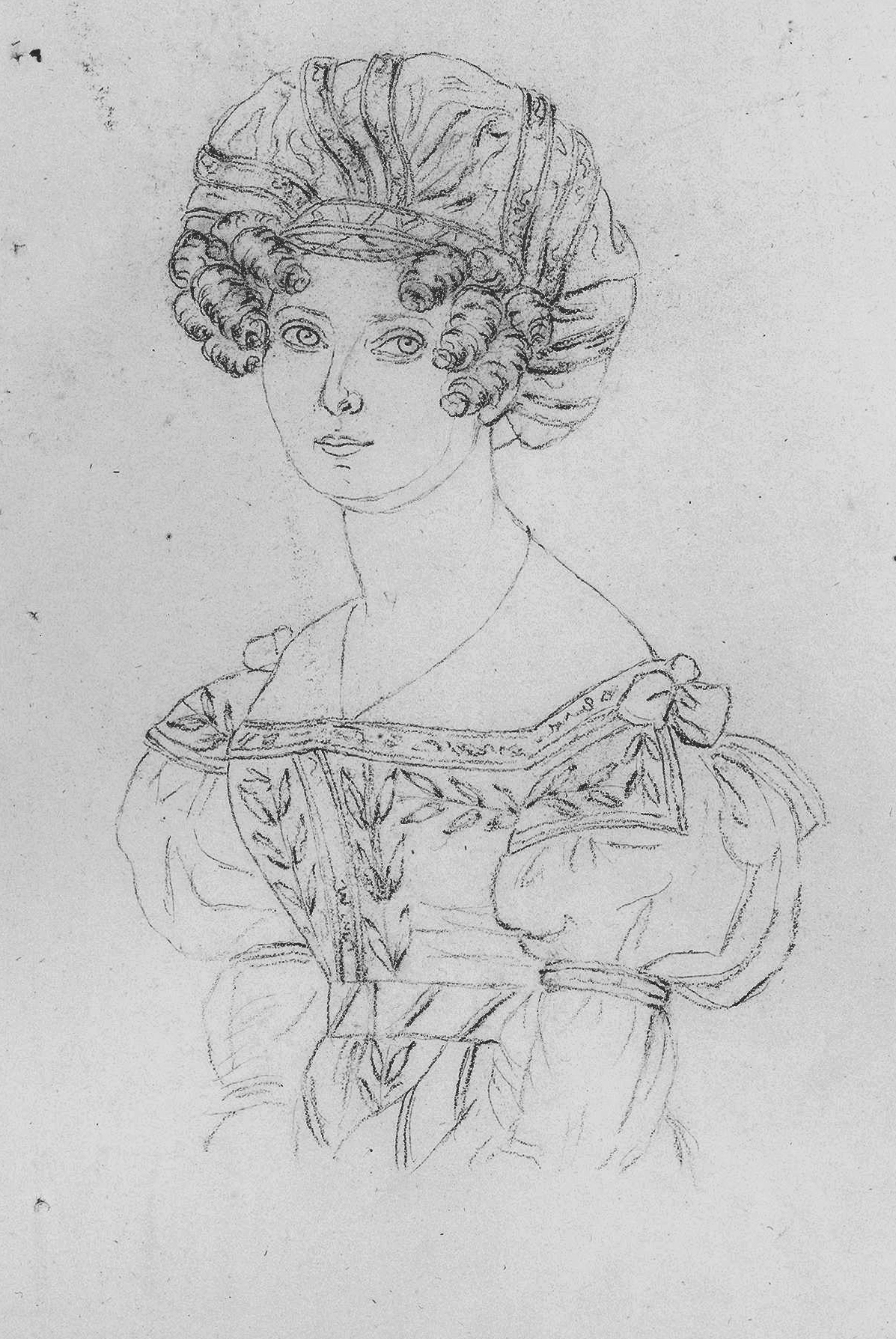
Charlotta Eriksson, Zeichnung von Maria Röhl, 1832

Maria Charlotta Erik(s)son, geborene Lampert (* 11. Februar 1794 in Stockholm; † 21. April 1862 in Düsseldorf) war eine schwedische Schauspielerin.

## Leben
Der Nachname ihres Vaters war Lambert, aber ihre Mutter heiratete bereits 1797 den Kämmerer E. Eriksson, der später ein Wattefabrikant wurde. 1805 wurde sie als Schauspielschülerin an der Königlichen Oper aufgenommen. Wie es üblich war, unternahm sie mehrere Studienreisen nach Paris. Von 1812 bis 1820 war sie mit Johan Fredrik Wikström verheiratet. Der Durchbruch gelang ihr, als sie 1820 anstelle von Carolina Kuhlman die „Ophelia“ spielte und für ihre Schönheit und die realistische Darstellung des Wahnsinns, die die Rolle erforderte, gelobt wurde.
Sie wird in der Regel als vollendete komische Schauspielerin beschrieben und wurde von ihren Zeitgenossen sehr geschätzt. Es hieß, niemand in Stockholm hätte so viel Anmut wie sie, und sie wurde für ihren guten Geschmack gelobt. Magnus Jacob Crusenstolpe verglich die drei der führenden schwedischen Schauspielerinnen der 1820er Jahre, Sara Torsslow, Charlotta Eriksson und Elisabet Frösslind, mit einer Rose oder Tulpe, einem Jasmin oder Gänseblümchen und einer Lilie oder einem Vergissmeinnicht; Torsslow galt als Repräsentantin des „zutiefst Erschütternden“, Eriksson als Repräsentantin des „sanften Vergnügens und der weiblichen Lieblichkeit“ und Frösslind als Repräsentantin „des Kleinen und des Naiven“. Bei ihren Kollegen war sie nicht immer beliebt, da einige über ihre außerehelichen Affären schockiert waren und andere sie für intrigant und rücksichtslos hielten. Die Zeitung Freja bezeichnete sie 1838 als "weit über alle anderen Schauspielerinnen hinausragend".
Die meiste Zeit ihres Lebens war sie mit dem Königlichen Dramatischen Theater (Dramaten) in Stockholm verbunden, aber sie spielte auch am Djurgårdsteatern und dem Mindre teatern und tourte eine Zeit lang mit einer Theatertruppe durch das Land.
1834 schlug sie sich auf die Seite des vom Ehepaars Sara und Ulrik Torsslow angeführten Streik über die Frage der Höhe der festen Gehälter bei Wegfall der umstrittenen Gewinnbeteiligung der Schauspieler. Sie wurde unter dem Vorwand entlassen, dass sie zu teuer sei, ebenso wie eine andere Mitstreikende, Elisabet Frösslind, die aufgrund ihres Alters und ihres Gesundheitszustands entlassen wurde, aber eine Rente unter der Bedingung erhielt, dass sie auf Abruf zur Verfügung stehe. 1836 baten beide um ihre Wiederzulassung, und ihrem Ersuchen wurde sofort stattgegeben, allerdings mit einer beträchtlichen Gehaltskürzung. Erhielt sie vorher ein Gehalt von 1600 RD (riksdaler) (fast auf dem Höchstbetrag von 1800 RD), wurde es nun auf 825 RD reduziert. Ihre erste Rolle nach der Wiedereinstellung war in August von Kotzebues Menschenhass und Reue.
Zwischen 1837 und 1841 war sie Dozentin für Deklamation an der Dramatens elevskola. Im Spieljahr 1847–48 war sie Gastkünstlerin am Mindre teatern. Für die Spielzeit sah ihre Besetzung so aus: „Madame de Chavannes“ in La Grand-mère, ou Les Trois amours von Eugène Scribe, „Françoise d’Aubigné, marquise de Maintenon“ in Charlotte Birch-Pfeiffers Die Marquise von Villette, „Elisabeth“ in Un Changement de Main von Jean-François Bayard und Charles Lafont, „Helena, Gräfin von St. Andreas,“ in Katharina von Medici von Paul de Guerville und „Aspasie“ in Mélesvilles La fille de Figaro.
Anschließend verbrachte sie zwei Jahre im Ausland, wo sie unter anderem die Märzrevolution 1848 in Mailand miterlebte. In der Spielzeit 1849–50 spielte sie wieder eine Gastrolle an der Seite von Sara Torsslow am Mindre teatern.
Im Jahr 1855 zog sie sich endgültig zurück. Die letzten Jahre ihres Lebens verbrachte sie in Düsseldorf, wo ihr Sohn Malerei studierte.